# Louis de Montmorency-Bouteville
Pour les articles homonymes, voir Maison de Montmorency et Bouteville (homonymie).
Louis de Montmorency-Bouteville (1560 - 20 mars 1615), seigneur de Bouteville et de Préci, baron de Luxe (par son mariage, comme pour Précy ; 1593), chevalier de l'ordre du roi, vice-amiral de France.
Troisième fils de François Ier de Montmorency-Hallot, il succède à son frère aîné François II de Montmorency-Hallot, assassiné en 1592 à Vernon par Christophe II d'Alègre.
Il soutient en 1589, le siège de Senlis contre le duc d'Aumale. Zélé serviteur d'Henri IV, celui-ci le nomme gouverneur de Senlis en 1593. Il sert encore aux sièges de Paris, Rouen, La Fère, Laon, Amiens... Député de la noblesse du bailliage de Senlis lors de la convocation des États généraux de 1614. Lors de l'élection du président de la Noblesse le baron de Senecey l'emporte par 11 gouvernements contre 12. Louis de Montmorency est le chef de l'opposition. Il provoque un scandale en dénonçant Senecey comme le candidat de la reine. 

## Mariage et descendance
Louis de Montmorency-Bouteville épouse le 4 octobre 1593, Charlotte Catherine de Luxe, fille de Charles de Luxe, chevalier de l'ordre du roi, et de Claude de Saint-Gelais de Lansac, dame de Préci, fille de Louis (souvent considéré comme un bâtard du roi François Ier). De ce mariages sont nés :
- Henri de Montmorency-Bouteville (1597-1616). Vice-amiral de France (1614), « comte souverain » (en fait baron) de Luxe (1615)
- François de Montmorency-Bouteville (1600-† en juin 1627 décapité à Paris pour avoir contrevenu à l'édit de juin 1626 interdisant les duels). Vice-amiral de France, comte souverain de Luxe (1616), père du maréchal de Luxembourg
- Louis de Montmorency (? - 1624), abbé de Saint-Lô, mort en Hollande après avoir abandonné l'habit ecclésiastiques pour la carrière des armes
- Claude, mariée en 1618 à Antoine II de Gramont, comte puis duc de Gramont (1643)
- Louise (? - 1621), mariée en 1620 à Just-Henri de Tournon, comte de Roussillon.

## Sources
- L'art de vérifier les dates des faits historiques, des chartes, des chroniques ...- de David Bailie Warden, Saint-Allais (Nicolas Viton), Maur François Dantine, Charles Clémencet, Ursin Durand, François Clément - 1818